# کریمزن (کشتی‌گیر)
کریمزن (انگلیسی: Crimson؛ زادهٔ ۲۱ فوریهٔ ۱۹۸۵) یک کشتی‌گیر کشتی حرفه‌ای اهل ایالات متحده آمریکا است.